# Aeroporto Internacional Quatro de Fevereiro

i7
i11
i13
Der Flughafen Luanda (portugiesisch Aeroporto Internacional Quatro de Fevereiro, IATA-Code: LAD, ICAO-Code: FNLU) ist gegenwärtig der größte Flughafen im afrikanischen Staat Angola. Er liegt im Stadtteil Maianga und knapp vier Kilometer vom Zentrum der Hauptstadt Luanda entfernt. Im Oktober 2023 wurde allerdings der Angola International Airport eröffnet, der später den größten Teil des internationalen Flugverkehrs aufnehmen soll.
Im Jahr 2009 wurden im Flughafen Luanda etwa 1.800.000 Passagiere gezählt.
Wie alle angolanischen Flughäfen wird auch der Flughafen in Luanda von der staatlichen ENANA betrieben.

## Allgemein
Der Flughafen besitzt zwei Start- und Landebahnen, die 3700 Meter und 2600 Meter lang sind. Er ist 24 Stunden am Tag geöffnet und wird vom Militär Angolas betrieben. Ein ILS-Anflug ist auf die Bahn 23 möglich. Ferner benutzen die Fluggesellschaften jedoch die Navigationshilfen durch NDB oder VOR. Am Flughafen ansässig sind unter anderem eine Bank, ein Schnellimbiss, mehrere Andenkenläden, einige Reisebüros und ein Restaurant.
An einem neuen, modernen und internationalen Flughafen, dem Angola International Airport, wurde jahrelang 40 Kilometer östlich von Luanda bei dem Ort Viana gebaut. Auf einer Fläche von 5000 Hektar errichtet eine chinesische Baufirma zwei Nord-Süd Parallelpisten, ein modernes Empfangsgebäude und das Cargo-Terminal. Das komplette Terminalgebäude soll einmal 160.000 Quadratmeter umfassen und ist auf eine Kapazität von über 13 Millionen Passagieren pro Jahr ausgelegt. Das Cargo-Terminal soll 6.200 Quadratmeter Fläche und eine Kapazität von 35.000 Tonnen Frachtumschlag pro Jahr haben. Die Nordpiste wird 3,7 Kilometer und die Südpiste 2,6 Kilometer lang. Ausführende Baufirma ist die China International Fund. Diese hat allerdings Ende 2009 die Arbeiten eingestellt, da aufgrund einer akuten Finanzkrise Angolas die vereinbarten Zahlungen ausblieben. Aufgrund des wachsenden Aufkommens an Passagieren und Fracht wird deshalb die Belastung des bisherigen Flughafens immer stärker.

## Zwischenfälle
- Am 26. März 1979 verunglückte eine Frachtmaschine des Typs Il-18 der DDR-Gesellschaft Interflug (Luftfahrzeugkennzeichen DM-STL) beim Start nach Lusaka. Alle 10 Personen an Bord kamen ums Leben (siehe auch Flugzeugkatastrophe von Luanda).[4]

- Am 2. Februar 1999 kehrte eine Frachtmaschine des Typs Antonow An-12 der Santa Cruz Imperial aus den Vereinigten Arabischen Emiraten (EY-ASS), registriert in Tadschikistan und betrieben für die angolanische Savanair, unmittelbar nach dem Start vom Flughafen Luanda wegen technischer Probleme um, wohl aufgrund von Triebwerksproblemen oder -feuer. Im Anflug auf Luanda stürzte das Flugzeug 6 Kilometer östlich des Flughafens in das dicht besiedelte Wohngebiet Cazenga. Die Ladung bestand aus 14 Tonnen Lebensmitteln. Alle vier (nach anderen Angaben elf) Besatzungsmitglieder und 13 Personen am Boden starben.[5]

- Am 12. Februar 2000 brach eine Boeing 727-82(F) (Frachtversion) der Transafrik (S9-NAZ) bei der Landung auf der Landebahn 23 am Flughafen Luanda-Quatro de Fevereiro bei extrem starkem Wind (50 bis 80 Knoten) auseinander. Nach einem ersten Durchstarten hatte beim zweiten Landeversuch der rechte Flügel den Boden berührt. Bei dem Unfall gab es keine Verletzten, das Flugzeug wurde jedoch zerstört.[6]

- Am 15. November 2000 stürzte eine Antonow An-24RV der angolanischen ASA Pesada (D2-FCG) kurz nach dem Start in ein Feld 5 Kilometer östlich des Flughafens Luanda/Quatro de Fevereiro. Das Flugzeug neigte sich unmittelbar nach dem Start nach links und stieg noch auf eine Höhe von 200 Fuß (etwa 65 Meter), bevor es abstürzte. Es ging nach dem Aufprall in Flammen auf. Nach den Ergebnissen einer vorläufigen Untersuchung wurde der Unfall durch einen Triebwerksausfall ausgelöst. In dem Bericht wurde der Asa Pesada auch Fahrlässigkeit vorgeworfen, weil sie keine genauen Aufzeichnungen über die Treibstoffmenge und die Zahl der Passagiere an Bord geführt hatte. Die Besatzung bestand aus einem Angolaner und vier Ukrainern. Alle 57 Insassen, fünf Besatzungsmitglieder und 52 Passagiere, wurden getötet. Bis Januar 2025 war dies der schwerste Unfall einer An-24, gemessen an der Zahl der Todesopfer.[7]

- Für international großes Aufsehen sorgte der am 25. Mai 2003 verübte Diebstahl einer Boeing 727 auf dem Flughafen Luanda. Die Maschine mit dem Luftfahrzeugkennzeichen N844AA war auf einer Parkposition, als sie sich plötzlich in Bewegung setzte. Die Flugsicherung versuchte, Kontakt mit der Maschine aufzunehmen, was aber nicht gelang. Die Maschine hob vom Flughafen ab und wurde seitdem nicht wiedergefunden. Berichten zufolge wird angenommen, dass der Flugzeugmechaniker und Privatpilot Ben Charles Padilla an Bord der Maschine war. Das FBI und die CIA suchten weltweit nach der Maschine. Die Boeing 727 wurde später angeblich von einem kanadischen Piloten in der Hauptstadt Guineas, Conakry, gesichtet. Mittlerweile wird jedoch angenommen, dass es sich dabei um eine Verwechslung mit einer anderen Boeing 727 mit dem Kennzeichen N862AA handelte, deren Luftfahrzeugkennzeichen in Guinea in 3X-GDO geändert wurde. Mehrere Regierungen Afrikas mischten sich bei dem Vorfall ein, da die Regierung der USA vermutete, dass die Boeing für einen weiteren Anschlag nach Beispiel der Terroranschläge am 11. September 2001 benutzt werden könnte.[8]